# (3451) Mentor
(3451) Mentor (1984 HA1) – planetoida z grupy trojańczyków okrążająca Słońce w ciągu 11,51 lat w średniej odległości 5,1 j.a. Odkrył ją Antonín Mrkos 19 kwietnia 1984 roku.